# Julie Kent
Julie Kent (11 de julio de 1969, de nacimiento Julie Cox) es una bailarina de ballet estadounidense.
Nació en Bethesda, Maryland. Julie Kent comenzó su preparación con Hortensia Fonseca en la Academy of the Maryland Youth Ballet. Asistió a la segunda temporada de verano del American Ballet Theatre y a la School of American Ballet antes de unirse al American Ballet Theatre como aprendiz en 1985. En 1987, estelarizó la película Dancers con Mijaíl Barýshnikov. En 1990, fue promovida al rango de solista de la compañía y a principal en 1993.
En 2002, se convirtió en la primera estadounidense en ganar el Prix Benois de la Danse.
También es actriz en la película Center Stage.

## Imágenes
- Julie Kent en el rol titular de Giselle
- Julie Kent como la Princesa Aurora en La bella durmiente del bosque
- Julie Kent en Les Sylphides
- Julie Kent como el Cisne Negro en El Lago de los cisnes

- Datos: Q276387